# كلود سيلف
كلود سيلف (بالفرنسية: Claude Silve) واسمها الحقيقي فيلومن دي ليفيس-ميروبوا ولدت في 11 أغسطس 1887 بليران وتوفت في 27 يوليو 1978 بنويي-سور-سين. وهي كاتبة فرنسية. حصلت على جائزة فيمينا الأدبية عام 1935.